# Paride Grillo
Paride Grillo (Varese, 23 marzo 1982) è un ex ciclista su strada italiano, professionista dal 2005 al 2010, con caratteristiche da velocista.

## Carriera
Dopo aver gareggiato con la Ceramiche Pagnoncelli tra il 2001 e il 2004, Grillo passò professionista nel 2005 con la Ceramiche Panaria-Navigare di Bruno Reverberi. Nel suo primo anno da professionista partecipò al Giro d'Italia dove ottenne diversi piazzamenti nelle volate di gruppo. Fu secondo, battuto solamente da Alessandro Petacchi, nella 12ª tappa con arrivo a Rovereto. Durante il corso della stagione colse inoltre i primi successi con le vittorie di tappa al Circuit de Lorraine e al Giro di Danimarca.
La stagione successiva, a causa di una polmonite, non partecipò al Giro d'Italia 2006. Nel prosieguo della stagione ottenne tre successi: la vittoria del Grand Prix de la Ville de Rennes e due successi di tappa al Circuit de la Sarthe e al Brixia Tour.
Si ripeté ancora sul circuito francese nel 2007, conquistando poi due successi di tappa anche alla Volta a Portugal. Corse inoltre il suo secondo Giro d'Italia, in cui tuttavia si ritirò durante la decima tappa.
Il 3 gennaio 2008 fu vittima di un incidente stradale che gli provocò diverse ferite e lo tenne lontano dalle corse diversi mesi compromettendo l'intera stagione.
All'inizio del 2009, non riuscendo a trovare un ingaggio che lo soddisfasse, annunciò il ritiro dall'attività agonistica e la volontà di tornare a lavorare nell'azienda del padre.
Nel 2010 rientrò nel mondo del professionismo venendo ingaggiato dalla Carmiooro-N.G.C., formazione continental diretta da Roberto Miodini. La stagione si rivelò avara di soddisfazioni e fu condizionata dall'infortunio di Grillo che si ruppe i legamenti della spalla destra durante un allenamento. Per il velocista fu l'ultima stagione da professionista.

## Palmarès
- 2005 (Panaria, due vittorie)

5ª tappa Circuit de Lorraine (Hayange)
4ª tappa Giro di Danimarca (Odense)
- 2006 (Panaria, tre vittorie)

2ª tappa, 1ª semitappa Circuit de la Sarthe (Angers)
4ª tappa Brixia Tour (Palazzolo sull'Oglio)
Grand Prix de la Ville de Rennes
- 2007 (Panaria, tre vittorie)

2ª tappa, 1ª semitappa Circuit de la Sarthe
1ª tappa Volta a Portugal (Beja)
7ª tappa Volta a Portugal (Gondomar)

## Piazzamenti

### Grandi Giri
- Giro d'Italia

2005: 143º
2007: ritirato (10ª tappa)

### Classiche Monumento
- Milano-Sanremo

2006: 144º
2007: ritirato
- Giro di Lombardia

2005: ritirato
2006: ritirato